# Avenida Maipú (Córdoba)
La Avenida Maipú es una importante arteria del Centro de la ciudad de Córdoba, Argentina. Con ocho carriles en sus primeros 500 metros debido a que es continuación de la Avenida Chacabuco, es una de las más anchas y transitadas avenidas de la ciudad.
La avenida lleva el nombre en referencia a la Batalla de Maipú, librada el 5 de abril de 1818 entre las tropas del Ejército de los Andes (liderada por José de San Martín) en conjunto con el Ejército de Chile y el contrincante Ejército Real de Chile. 
Tiene una longitud de 1000 metros y corre en sentido sur - norte. Su origen (0) se encuentra sobre la intersección con calle Rosario de Santa Fe y la punta final (1000) sobre la intersección con las calles Buchardo y Fray M. Esquiú tras cruzar el Puente Maipú sobre el río Suquía. Entre su inicio y el cruce con la avenida Sarmiento cuenta con ocho carriles en total, y a partir de allí hasta su final se reduce a solo cuatro.

## Transporte público en la Avenida
En esta avenida circulan numerosas líneas de colectivos. Entre ellas se encuentran:
| Corredor | Líneas                                        |
| -------- | --------------------------------------------- |
|          | - R - R1 - R3 - R4 - R5 - R6 - R8 - R11 - R12 |
|          | - V1                                          |
|          | - D2 - D3                                     |
|          | - N2 - N6 - N7                                |
|          | - A9                                          |